# Hedaya Malak
Hedaya Malak Wahba (21 de abril de 1993) é uma taekwondista egípcia, medalhista olímpica. 

## Carreira
Hedaya Malak competiu na Rio 2016, na qual conquistou a medalha de bronze, na categoria até 57kg.